# Malec (Kęty)
Malec ist eine Ortschaft mit einem Schulzenamt der Gemeinde Kęty im Powiat Oświęcimski der Woiwodschaft Kleinpolen in Polen.

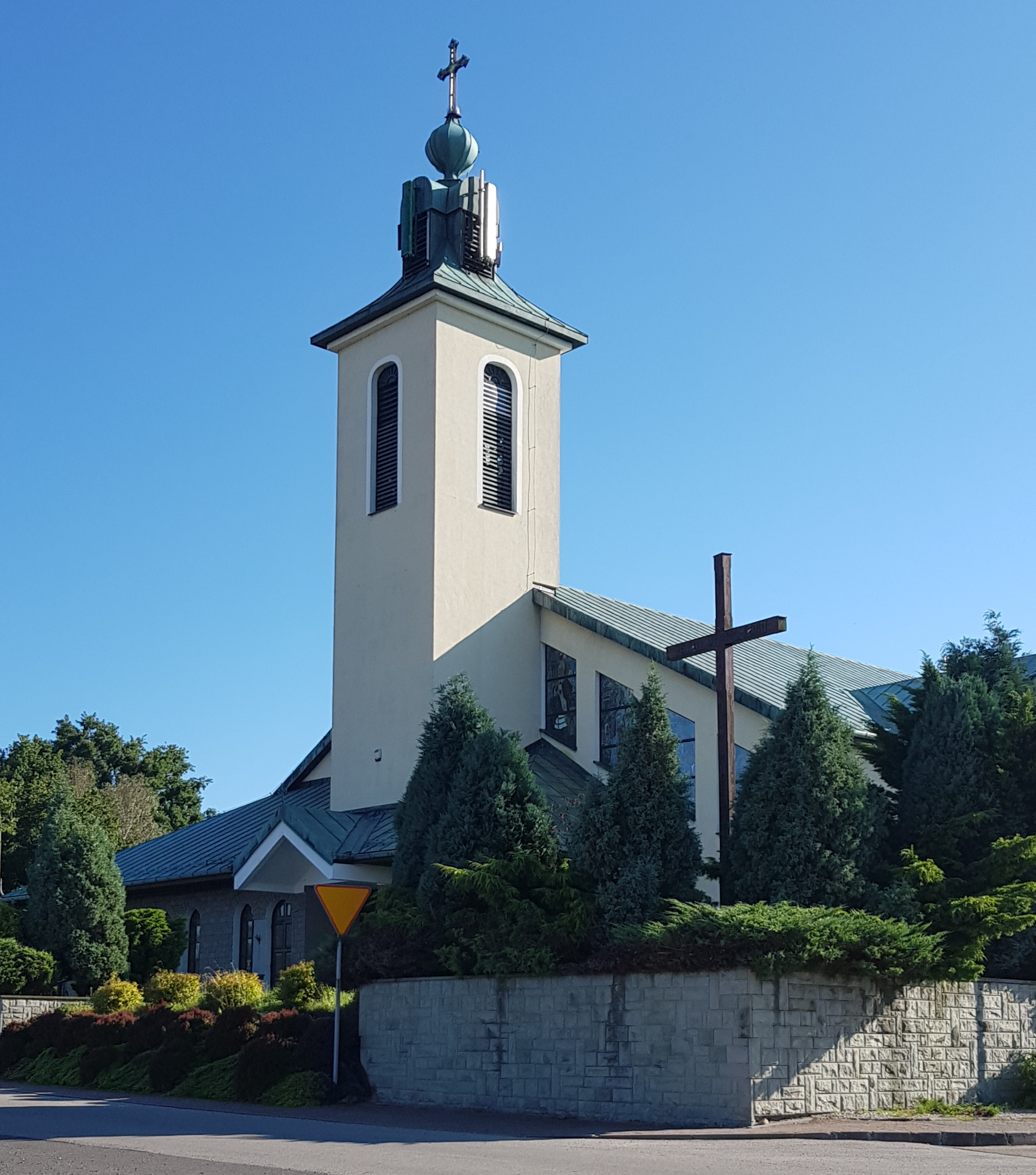
Ortskirche

## Geografie
Malec liegt im Auschwitzer Becken am Bach Malecki (Babuda).
Das Dorf hat eine Fläche von 460,5 ha.
Nachbarorte sind Osiek im Norden, Witkowice im Osten, Nowa Wieś im Südwesten, Bielany (Kańczuga) im Westen.

## Geschichte
Der Ort wurde im Jahr 1377 erstmals urkundlich erwähnt, als es im Besitz von Wroch de Malcze war. Im 14. und 15. Jahrhundert bestand im Dorf eine Befestigung.
Politisch gehörte das Dorf ursprünglich zum Herzogtum Auschwitz unter der Lehnsherrschaft des Königreichs Böhmen. Im Jahre 1457 wurde das Herzogtum mit dem Dorf von Polen abgekauft und als Malyecz erwähnt.
König  Kasimir IV. Jagiełło schenkte Malecz 1485 für geleistete Gefälligkeiten an Piotr Komorowski.
Bei der Ersten Teilung Polens kam Malec 1772 zum neuen Königreich Galizien und Lodomerien des habsburgischen Kaiserreichs (ab 1804). Nach der Aufhebung der Patrimonialherrschaften bildete es eine Gemeinde im Bezirk Biała.
1918, nach dem Ende des Ersten Weltkriegs und dem Zusammenbruch der k.u.k. Monarchie, kam Malec zu Polen. Unterbrochen wurde dies nur durch die Besetzung Polens durch die Wehrmacht im Zweiten Weltkrieg. Es gehörte dann völkerrechtswidrig zum Landkreis Bielitz im Regierungsbezirk Kattowitz in der Provinz Schlesien (seit 1941 Provinz Oberschlesien).
Von 1975 bis 1998 gehörte Malec zur Woiwodschaft Bielsko-Biała.
Im Jahre 1991 wurde eine römisch-katholische Pfarrei errichtet.